# Anatole de Charmasse
Pierre Charles Anatole Desplaces de Charmasse, né à Avallon (Yonne) le 3 décembre 1835 et mort le 4 janvier 1932 à Autun (Saône-et-Loire) est un historien français, spécialiste de la ville d'Autun.

## Biographie
La famille paternelle d'Anatole de Charmasse est étroitement liée à l'histoire d'Autun, ville où elle a tenu une grande place en y occupant, durant cinq siècles, des charges importantes. Après des études littéraires au petit séminaire d'Autun et au collège jésuite de Brugelette (Belgique), il effectue des recherches à la Bibliothèque nationale, aux Archives nationales, puis aux Archives départementales de la Côte-d'Or et de la Saône-et-Loire. En 1865, il se marie à Chalon-sur-Saône, puis vient habiter Autun. Outre le temps nécessaire pour la gestion de sa grande propriété agricole, il se consacre à son travail d'historien. Il s'engage également dans la vie locale : il est maire de son village, La Tagnière, durant vingt-deux ans, de  1871 à 1893). Pendant six ans, il est conseiller d'arrondissement du canton de Mesvres, de 1871 à 1877.
Son fils Jean est mort en 1903 à 38 ans, son petit fils, Christian de Charmasse, fut gravement blessé le 12 juin 1918, son gendre, le commandant de Mougins, fut tué lors de l'attaque de Vauquois le 1er mars 1915.
Dès 1861, il appartient à plusieurs sociétés savantes de Bourgogne : la Société d'études d'Avallon, la Société d'histoire et d'archéologie de Chalon-sur-Saône mais c'est à la Société éduenne qu'il consacrera l'essentiel de son travail. En effet, membre dès 1857 puis secrétaire général, il est président de 1902 à 1932. Il publie de très nombreux articles. Il est associé, correspondant national de la Société nationale des Antiquaires de France depuis 1866. Il est élu membre correspondant de l'Académie des Inscriptions et Belles Lettres en 1913.
Une place de la ville d'Autun porte son nom.

## Œuvres
- Les Anciens Hôpitaux d'Autun, 1861
- Correspondance littéraire de Bénigne Germain, 1863
- Cartulaire de l'Église d'Autun, en deux parties, 1865, Paris, éd. A. Durand ; ouvrage couronné par l'Académie des Inscriptions et Belles-Lettres ; complété en 1890 par une troisième partie (consultable sur Google livres).
- Histoire d'une image, ou notes sur la condamnation et l'exécution de quatre protestants à Autun, en 1642
- Cahiers des Paroisses et communautés du bailliage d'Autun pour les États généraux de 1789, 1874-1876
- État de l'instruction primaire dans l'ancien diocèse d'Autun pendant les XVIIe et XVIIIe siècles ed. Champion 1878 (accessible su gallica/BNF)
- État des possessions des templiers et des hospitaliers en Maconnais, Lyonnais, Forez et partie de la Bourgogne, d'après une enquête de 1333.
- Essai sur la géographie de l'ancien diocèse d'Autun, 1880
- Les jésuites au collège d'Autun, 1618-1763 ed. H. Champion 1884 (accessible sur gallica/BNF)
- François Perrin, poète autunois du XVIe siècle (1533-1606) 1887
- Jean-Louis Gouttes, évêque constitutionnel du département de Saône-et-Loire, et le culte catholique à Autun, pendant la Révolution, éd. Dejussieu, 1898 470 p.,
- Benoît Fontanettes, poète mâconnais du XVIIe siècle, éd. Dejussieu, 1899
- Recherches sur l'origine de la Milice bourgeoise à Autun, 1890
- Étude biographique sur Jacques-Gabriel Bulliot, président de la Société Eduenne, sa vie et son œuvre 1903-1905
- Origine des paroisses rurales dans le département de Saône-et-Loire, 1909
- La Légende de saint Emiland, 1910 (complétée en 1923)
- Flavigny et les Evêques d'Autun, 1931